# Sardy-lès-Épiry
Sardy-lès-Épiry è un comune francese di 149 abitanti situato nel dipartimento della Nièvre nella regione della Borgogna-Franca Contea.

## Società

### Evoluzione demografica
Abitanti censiti